# モードデザインスクール
北海道モードデザインスクールは、かつて北海道札幌市中央区南14条西9丁目2-17にあった各種学校。時田洋裁研究所、札幌家政学院時代も含めて解説する。

## 沿革
- 1932年 - 時田洋裁研究所として開所
- 1940年頃 - 札幌家政学院に改称
- 1943年12月 - 太平洋戦争の戦時下政策によって私立の各種学校の全面閉鎖により閉校
- 1946年 - 終戦後、札幌家政学院を再開
- 1948年5月 - 北海道知事による設立認可
- 1953年3月 - 学校法人札幌短期大学（現・学校法人札幌学院大学）の傘下に加わる
- 1964年4月 - 学校法人札幌短期大学から独立
- 1966年4月 - 札幌家政学院を発展的解消して、北海道モードデザインスクールを設立。デザイン科を開設

1980年代より入学する学生数が激減した。
- 1993年4月 - 募集停止
- 1994年3月 - 廃校[4]

## エピソード
- 当初の頃より、カリキュラムには和裁・洋裁・料理のほか、一般教育科目・専門科目も用意されていたという。札幌短期大学に統合され、後の札幌商科大学家政学部・更には栄養学部となる構想があった[5]。
- 太平洋戦争の戦時下政策によって私立の各種学校の全面閉鎖により閉校した際に使用していた校舎は後に、札幌短期大学キャンパスとなった[5]。
- 昭和30年代には札幌短期大学の広告に当校も一緒に掲載されていた[6]。

## 歴代校長
- 時田チエ
- 時田純子 - 北海道ドレスメーカー女学院卒業[1][2][3]

## 学校所在地
- 札幌市南8条西16丁目 （1932年 - 1943年）
- 札幌市南14条西9丁目 （1946年 - 1994年）

## 注
1. 1 2 3  『進学ガイド '91北海道専修学校各種学校』北海道私立専修学校各種学校連合会　1990　p44
2. 1 2 3  『進学ガイド '92』北海道私立専修学校各種学校連合会　1991　p47
3. 1 2 3  『進学ガイド '95』北海道私立専修学校各種学校連合会　1994　p344
4. ↑  以上につき『札幌学院大学　50年史　通史編』学校法人札幌学院大学、2000年3月20日、pp.150 - 152
5. 1 2  『札幌学院大学　50年史　通史編』学校法人札幌学院大学、2000年3月20日、pp.150 - 152
6. ↑  『写真集　札幌学院大学　50年』学校法人札幌学院大学、1997年6月14日、p.40